# كثيب 2000
كثيب 2000 (بالإنجليزية: Dune 2000)‏ هي لعبة فيديو استراتيجية الوقت الحقيقي، طورتها شركة إنتلجنت جيمز ونشرتها شركة ويستوود ستوديوز في عام 1998 لنظام مايكروسوفت ويندوز. تم نقلها لاحقًا إلى بلاي ستيشن في عام 1999. إنها إعادة إنتاج جزئية للعبة كثيب 2، والتي تستند بشكل فضفاض إلى عالم كثيب لفرانك هربرت. قصة اللعبة مشابهة لقصة كثيب 2، وتستمر في الإمبراطور: معركة كثيب.

## وصلات خارجية
- Dune 2000 (Windows) على موبي غيمز (بالإنجليزية)
- Dune 2000 (PlayStation) على موبي غيمز (بالإنجليزية)
- كثيب 2000  في قاعدة بيانات الأفلام على الإنترنت (بالإنجليزية) (بالإنجليزية)